# Панея (скеля)

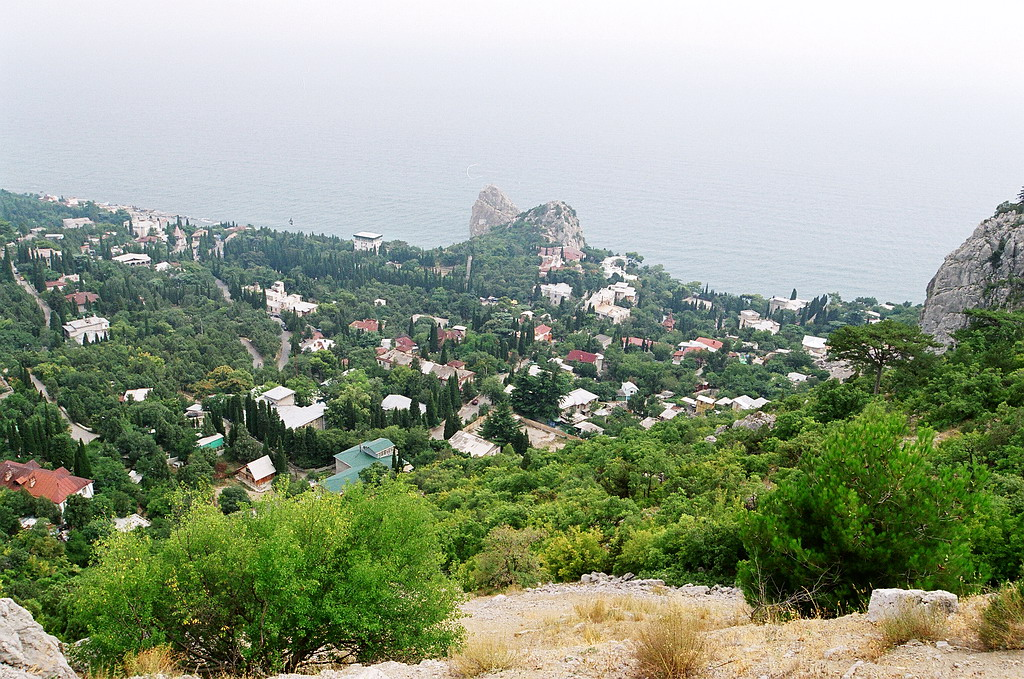
Панея (скеля)

Панея (крим. Paneya, від грецьк. Панайа - пресвята (Богородиця)) — скеля, що виходить у море крутим південно-західним схилом. 
Знаходиться у Сімеїзі, між г. Кош-Кая і скелею Джива-Кая (Діва).
Скеля має гостроверху форму, висота - 70 м над рівнем моря. Її північно-західні та західні схили — скельні стінки, що йдуть в море і тому абсолютно недоступні. Північно-східні й східні схили скелі більш доступні: тут проходила давня дорога, яка вела до трьох окремих невеликих майданчиків. На одному з них було виявлено фрагменти таврськой кераміки, що дає можливість припустити наявність тут таврського поселення. Тут знаходилося також поселення  X-XIII ст. з укріпленим монастирем, храм і житлові споруди. Збережені залишки бойових стін, веж свідчать про наявність на скелі генуезької фортеці  кінця XIV-початку XV ст. Під час землетрус 1927 р. обвалилася частина південного схилу скелі Панея.